# 101 Rent Boys
101 Rent Boys è un film documentario per la televisione del 2000 diretto da Randy Barbato e Fenton Bailey.
Il film esplora la realtà della prostituzione maschile di strada nell'area di Los Angeles presentando 101 hustlers - pagati ognuno 50 dollari per il tempo loro concesso - e che provengono da diversi retroterra etnici, regionali ed economici della società statunitense.
Raccolti tutt'attorno a Santa Monica Boulevard i giovani uomini si ritrovano a discutere su un'ampia varietà di argomenti, molti dei quali si riferiscono alla propria vicenda personale, commentando la natura della loro scelta professionale.

## Trama
Gli intervistati discutono su una varietà di aspetti riguardanti il commercio della prostituzione negli Stati Uniti d'America, così come delle singole zone in cui hanno la possibilità di mettere in vendita i loro corpi, degli atteggiamenti assunti nei confronti dei clienti e della tipologia di eccitazione sessuale rispettivamente richiesta e concessa o meno.
L'autoconcetto e l'orientamento sessuale personale emergono nel corso della pellicola, con molti che si dichiarano essere solo dei "gay-for-pay". Si parla anche delle sfide dell'esistenza personale come l'abuso di sostanze stupefacenti e dei periodi passati in qualità di senzatetto.
Un certo numero dichiara di aver subito un abuso sessuale quand'erano ancora bambino; alcuni menzionano sentimenti riconducibili a un disturbo depressivo e un senso di "segregazione", come un intervistato che descrive il proprio uso di droghe "per riuscire ad affrontare il fatto che" sta "usando l'intimità come una merce". Tuttavia altri contestano la caratterizzazione generale che li vuole feriti o sporcati moralmente. Ognuno degli hustler mostra una scheda personale che descrive il numero con cui è stato assegnato durante le riprese.
Ulteriori esempi di argomenti affrontati includono un "ragazzo in affitto" Latinos che è un ex membro di una gang, un artista performativo pesantemente feticista che opera nella scena BDSM e una prostituta transessuale. Mentre i capi d'abbigliamento indossati e lo status sociale variano da persona a persona, la nudità si verifica brevemente, il film stesso non contiene scene o attività sessuali esplicite.

## Produzione
I due cineasti avevano precedentemente prodotto dei film indipendenti quali The Eyes of Tammy Faye e Party Monster. Mentre questi primi due coprivano questioni diverse, la tecnica cinematografica e lo stile generale sono gli stessi utilizzati in seguito anche per 101 Rent Boys. Ognuno dei giovani prostituti è stato pagato 50 dollari per il suo tempo e sono stati raccolti nei dintorni di "Santa Monica".

## Distribuzione
Il film è uscito sulla rete televisiva Cinemax nell'agosto del 2000.
101 Rent Boys è stato distribuito su DVD il 1º febbraio del 2001; tale versione possiede un extra in cui ciascuno dei soggetti è rimasto solo con la fotocamera per cinque minuti per poter fare liberamente qualsiasi cosa avesse scelto; in questo caso molti partecipanti praticano la masturbazione.
È stato pubblicato anche un libretto di accompagnamento con foto ed estratti delle interviste.

## Accoglienza
Variety ha condotto una rassegna mista da parte del critico cinematografico Dennis Harvey, il quale ha sostenuto che gli uomini intervistati "ci sono più per essere raccontati che veramente scandagliati". Ha affermato inoltre che i creatori del film "consegnano un pacchetto elegante, pungentemente stilizzato che non lascia spazio alla noia", ma che avrebbero dovuto approfondire ulteriormente le vite degli intervistati, coinvolgendo di meno lo status professionale.
Tuttavia Harvey considerò diversi momenti piuttosto "memorabili", citando ad esempio la descrizione fatta da un prostituto il quale narra l'esperienza vissuta dell'overdose di eroina, scendendo nel dettaglio sull'essersi "sentito l'anima fluttuare via" come risultato finale mentre era moribondo.
Una breve citazione da parte del Chicago Reader lo descrisse come "grintoso" e rimarcò la franchezza dei commenti fatti dai "marchettari". Il film è stato condannato nelle pagine di Encyclopedia of Prostitution and Sex Work, con 101 Rent Boys etichettato nel primo volume del libro come "uno sguardo sfruttatore" sull'argomento piuttosto che onesto. Il libro ha affermato che lo stile generale del film viene impostato in modo tale da "ridurre gli uomini alle parodie di se stessi". Le opere Chicken Ranch (1983) e Fetishes (1996) sono stati infine evidenziati in contrapposizione.